# Tenango de las Flores
Tenango de las Flores är en ort i Mexiko.   Den ligger i kommunen Huauchinango och delstaten Puebla, i den sydöstra delen av landet, 150 km nordost om huvudstaden Mexico City. Tenango de las Flores ligger 1 305 meter över havet och antalet invånare är 7 334.
Terrängen runt Tenango de las Flores är lite bergig. Runt Tenango de las Flores är det ganska tätbefolkat, med 192 invånare per kvadratkilometer. Närmaste större samhälle är Huauchinango, 7,8 km sydväst om Tenango de las Flores. I omgivningarna runt Tenango de las Flores växer i huvudsak blandskog.